# João de Oliveira Matos Ferreira
Dom João de Oliveira Matos Ferreira (* 1. März 1879 in Valverde, Portugal; † 29. August 1962 in Guarda, Portugal) war ein portugiesischer Geistlicher und römisch-katholischer Weihbischof in Guarda.

## Leben
João de Oliveira Matos Ferreira wurde als Sohn des Grundschullehrers Antonio de Oliveira Matos Ferreira geboren und hatte vier Brüder, einer davon wurde ebenfalls Priester. Nach dem Abitur in Castelo Branco besuchte er das Priesterseminar in Guarda. Am 28. März 1903 empfing er die Priesterweihe. Es folgte eine Tätigkeit als Sekretär des Primas von Portugal und Erzbischof von Braga, Manuel Vieira de Matos. Von 1920 bis 1923 war er Apostolischer Visitator im Bistum Guarda. Am 11. Dezember 1922 wurde er von Papst Pius XI. zum Weihbischof in Guarda und zum Titularbischof von Aureliopolis in Lydia ernannt. Am 25. Juli 1923 spendete ihm der Bischof von Guarda, José Alves Matoso, die Bischofsweihe. Mitkonsekratoren waren der Erzbischof von Braga, Manuel Vieira de Matos, und der Bischof von Beja, José do Patrocinio Dias. In diesem Amt wirkte er 39 Jahre bis zu seinem Tode. 
Bekannt wurde Weihbischof de Matos Ferreira durch die Gründung der Liga dos Servos de Jesus („Liga der Diener Jesu“), einer Organisation, die sich für arme Kinder einsetzt und diese von der Straße holt; die erste Gründung im Ausland erfolgte 2012 in Angola.

## Verehrung
Am 3. Juni 2013 wurde im eröffneten Seligsprechungsprozess von Papst Franziskus der heroische Tugendgrad festgestellt und João de Oliveira Matos Ferreira zum ehrwürdigen Diener Gottes erhoben. Zum Fortgang des Prozesses fehlt noch ein von der Kurienbehörde anerkanntes Wunder. Im Geburtshaus Dom Joãos in Valverde ist ein kleines Museum eingerichtet. Beigesetzt ist er in der Capela de Outeiro in der Igreja São Miguel in Guarda.